# Efferia aurivestitus
Efferia aurivestitus là một loài ruồi trong họ Asilidae. Efferia aurivestitus được Hine miêu tả năm 1919. Loài này phân bố ở vùng Tân nhiệt đới.